# Municipio 11 (condado de Pratt)
El municipio 11 (en inglés, Township 11) es un municipio del condado de Pratt, Kansas, Estados Unidos. Tiene una población estimada, a mediados de 2021, de 410 habitantes.

## Geografía
Está ubicado en las coordenadas 37°30′33″N 98°37′11″O / 37.50917, -98.61972. Según la Oficina del Censo de los Estados Unidos, tiene una superficie total de 281.66 km², de la cual 281.59 km² corresponden a tierra firme y 0.07 km² son agua.

## Demografía
Según el censo de 2020, en ese momento había 403 personas residiendo en la zona. La densidad de población era de 1,43 hab./km². El 96.77% de los habitantes eran blancos, el 1.74% eran de otras razas y el 1.49% eran de una mezcla de razas. Del total de la población, el 3.23% eran hispanos o latinos de cualquier raza.